# Mua lại thừa hưởng
Mua lại thừa hưởng (LBO) hay mua lại đòn bẩy là khi một công ty hoặc tài sản đơn lẻ (ví dụ, một bất động sản) được mua với một sự kết hợp vốn cổ phần cộng thêm một lượng đáng kể tiền vay được cấu trúc sao cho luồng tiền ròng hoặc tài sản của mục tiêu được sử dụng như tài sản thế chấp để bảo đảm và hoàn trả tiền vay mua công ty/tài sản mục tiêu. Do khoản vay (có thể là nợ cao cấp hoặc nợ tầng lửng) có chi phí vốn thấp hơn (cho đến khi nguy cơ phá sản đạt đến một mức độ đe dọa những người cho vay) so với vốn cổ phần, hoàn vốn trên vốn cổ phần tăng nhờ khoản vay - cho đến khi đạt được cơ cấu vốn hoàn hảo. Như vậy, khoản vay là một đòn bẩy hiệu quả để tăng hoàn vốn trên đầu tư.
Các LBO xuất hiện rất phổ biến trong môi trường "Mua bán và sáp nhập" (M&A) ngày nay. Thuật ngữ LBO thường được sử dụng khi một nhà ủng hộ tài chính mua lại một công ty. Tuy nhiên, nhiều nghiệp vụ công ty được tài trợ một phần bởi nợ ngân hàng, do đó cũng là những LBO. Các LBO có thể có nhiều hình thức khác nhau như Mua lại quản lý (MBO), Mua vào quản lý (MBI), mua lại thứ hai và mua lại thứ ba, cùng những hình thức khác, và có thể xảy ra trong các tình huống tăng trưởng, tình huống tái cơ cấu và mất khả năng thanh toán. Các LBO chủ yếu xảy ra trong các công ty tư nhân, nhưng cũng có thể được sử dụng với các công ty đại chúng (trong nghiệp vụ tư nhân hóa).
Do các nhà ủng hộ tài chính muốn tăng hoàn vốn của họ bằng cách sử dụng một đòn bẩy rất cao (ví dụ, một tỷ lệ nợ trên vốn chủ sở hữu cao), họ có lý do để sử dụng nợ càng nhiều càng tốt để tài trợ cho một mua lại. Điều này trong nhiều trường hợp dẫn đến tình huống các công ty/tài sản được mua lại đã bị "đòn bẩy quá mức", có nghĩa là chúng không tạo ra các luồng tiền đủ để trả nợ, do đó dẫn đến mất khả năng thanh toán hoặc các hoán đổi nợ trên vốn cổ phần, trong đó chủ sở hữu mất quyền kiểm soát doanh nghiệp và các chủ nợ chiếm vốn cổ phần này.
Các công ty thuộc mọi quy mô và ngành công nghiệp đã và đang là mục tiêu của các nghiệp vụ mua lại thừa hưởng, mặc dù do tầm quan trọng của nợ và khả năng thanh toán khoản vay thường xuyên của công ty bị thu mua sau khi hoàn thành mua lại thừa hưởng, một số đặc tính của công ty mục tiêu tiềm năng làm cho nó là ứng cử viên mua lại thừa hưởng hấp dẫn hơn, bao gồm:
- Gánh nặng nợ hiện có thấp;
- Có lịch sử nhiều năm các dòng tiền ổn định và định kỳ;
- Tài sản cứng (tài sản, nhà máy và thiết bị, hàng tồn kho, các khoản phải thu) có thể được sử dụng làm tài sản thế chấp cho nợ có bảo đảm chi phí thấp hơn;
- Khả năng đối với quản lý mới đối với vận hành hoặc cải thiện công ty để thúc đẩy các dòng tiền mặt, chẳng hạn như cắt giảm hoặc loại trừ lực lượng lao động;
- Các điều kiện thị trường và nhận thức ức chế định giá hoặc giá cổ phiếu.

## Đặc điểm

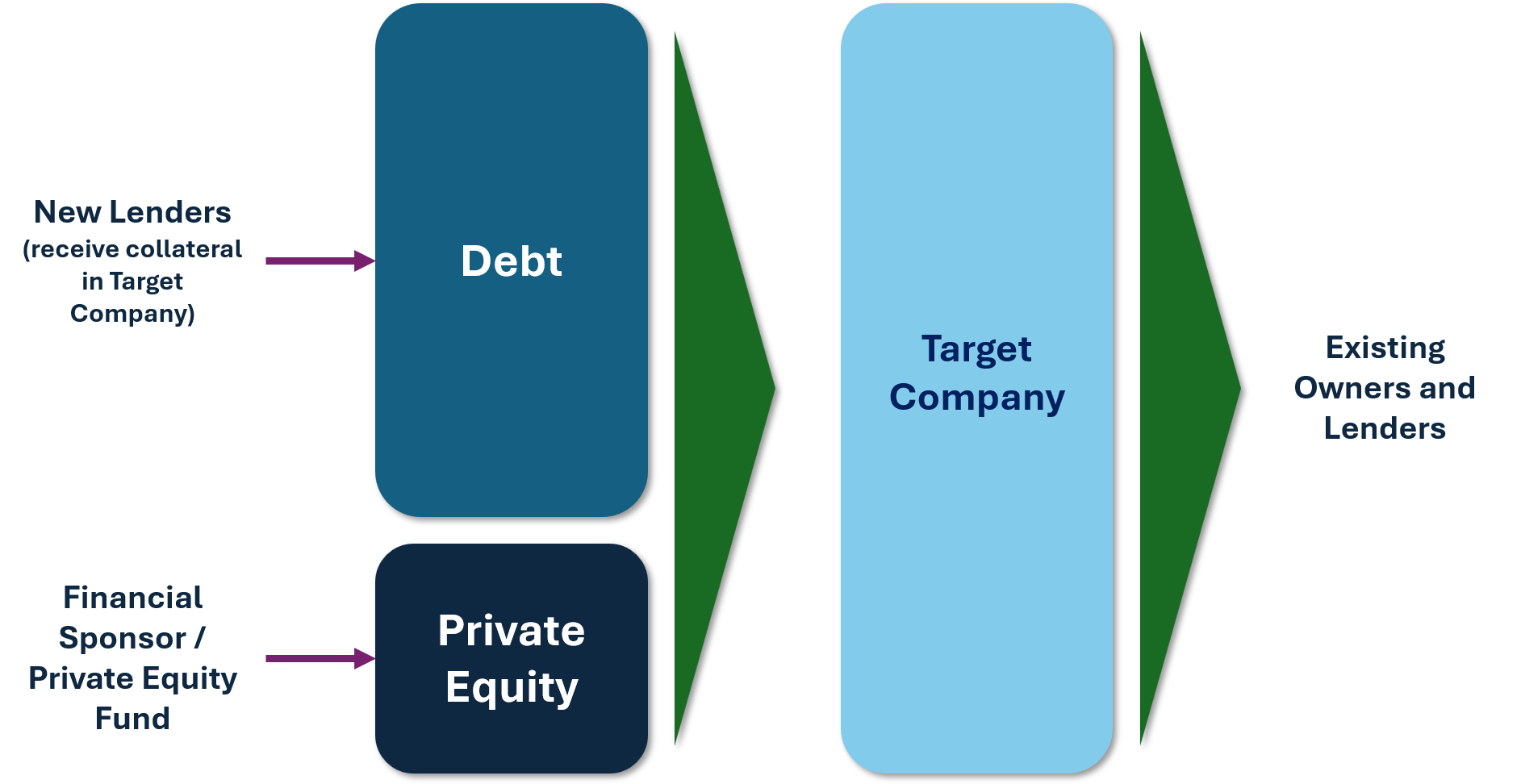
Sơ đồ cấu trúc cơ bản của một nghiệp vụ mua lại thừa hưởng chung

Các mua lại thừa hưởng liên quan đến các nhà đầu tư tổ chức và tài chính tài trợ (giống như một công ty cổ phần tư nhân) mua lại lớn mà không có cam kết tất cả các vốn cần thiết cho việc mua lại. Để làm điều này, một nhà tài trợ tài chính sẽ tăng nợ mua lại (bằng cách phát hành trái phiếu hoặc bảo đảm một khoản vay) mà cuối cùng được bảo đảm khi mục tiêu mua lại và tiền mặt chảy của các mục tiêu mua lại để thực hiện thanh toán lãi và vốn gốc. Mua lại nợ trong LBO là do đó thường không truy đòi để nhà tài trợ tài chính và quỹ đầu tư mà nhà tài trợ tài chính quản lý. Hơn nữa, không giống như trong một quỹ phòng hộ, nợ tăng để mua chứng khoán nhất định cũng được thế chấp bằng chứng khoán khác của quỹ, các khoản nợ mua lại trong LBO là một cách duy nhất để các công ty mua trong một giao dịch LBO cụ thể. Vì vậy, cơ cấu tài chính của một giao dịch LBO là đặc biệt hấp dẫn cho các đối tác hạn chế của một quỹ, cho phép họ những lợi ích của đòn bẩy, nhưng rất nhiều hạn chế mức độ truy đòi của đòn bẩy đó.
Của việc mua lại này mang lại lợi ích tận dụng tài trợ tài chính 1 của LBO theo hai cách: (1) các nhà đầu tư riêng của mình chỉ cần cung cấp một phần nhỏ của vốn để mua lại, và (2) giả định các tỷ lệ kinh tế nội bộ lợi nhuận trên đầu tư (tính tiền tài khoản xuất cảnh dự kiến) vượt quá bình quân lãi suất trên khoản nợ mua lại, hoàn vốn cho nhà tài trợ tài chính sẽ được tăng cường đáng kể.
Khi quy mô giao dịch phát triển, thành phần vốn cổ phần của giá bán có thể được cung cấp bởi nhiều nhà tài trợ tài chính "hợp tác đầu tư với vốn chủ sở hữu cần thiết để mua. Tương tự như vậy, người cho vay nhiều có thể ban nhạc cùng nhau trong một "tổ hợp" để cùng nhau cung cấp các khoản nợ cần thiết để tài trợ cho các giao dịch. Ngày nay, giao dịch lớn hơn được thống trị bởi chuyên dụng cổ phần tư nhân các công ty và một số giới hạn của các ngân hàng lớn với các nhà tài trợ tài chính nhóm.
Là một tỷ lệ phần trăm của giá bán cho một mục tiêu mua lại tận dụng, số tiền vay nợ được sử dụng để tài trợ cho một giao dịch thay đổi theo các điều kiện tài chính và lịch sử của mục tiêu mua lại, điều kiện thị trường, sự sẵn sàng của cho vay để mở rộng tín dụng (cả hai của LBO [[nhà tài trợ tài chính và công ty được mua lại) cũng như chi phí lãi suất và khả năng của công ty cover những chi phí. Thông thường phần nợ của LBO khoảng từ 50% -85% của giá mua, nhưng trong một số trường hợp nợ có thể đại diện lên tới 95% giá mua. Từ 2000-2005 nợ trung bình từ 59,4% và 67,9% tổng giá mua cho LBOs tại Hoa Kỳ.
Để tài trợ của LBO, vốn chủ sở hữu các công ty tư nhân thường ban hành một số sự kết hợp của hợp vốn vay và trái phiếu năng suất cao. Giao dịch nhỏ hơn cũng có thể được tài trợ với lửng nợ từ các công ty bảo hiểm hoặc người cho vay đặc biệt. Khoản vay hợp vốn thường được sắp xếp của các ngân hàng đầu tư và tài trợ của các ngân hàng thương mại và quản lý vốn vay, chẳng hạn như các quỹ tương hỗ, quỹ đầu cơ, nhà đầu tư cơ hội tín dụng và các phương tiện tài chính cấu trúc. Các ngân hàng thương mại thường cung cấp [[tín dụng tuần hoàn cung cấp cho tổ chức phát hành với tính thanh khoản và dòng tiền trong khi nhà quản lý quỹ cung cấp thời hạn cho vay tài trợ được sử dụng để tài trợ cho các LBO. Các khoản vay có xu hướng là các cụ cao cấp được bảo đảm, lãi suất thả nổi chốt [[London Interbank Offered Rate (LIBOR). Họ thường phải nộp theo sự lựa chọn của tổ chức phát hành, mặc dù trong một số trường hợp thanh toán trước khiêm tốn phí áp dụng. trái phiếu năng suất cao Trong khi đó, cũng được bảo lãnh của các ngân hàng đầu tư, nhưng được tài trợ bởi một sự kết hợp của các nhà đầu tư tín dụng bán lẻ và thể chế, bao gồm cả các quỹ tương hỗ có năng suất cao, các quỹ phòng hộ, các cơ hội tín dụng và tài khoản tổ chức khác. Trái phiếu có năng suất cao có xu hướng là các công cụ lãi suất cố định. Hầu hết là không có bảo đảm, mặc dù trong một số trường hợp tổ chức phát hành sẽ bán các ghi chú cao cấp được bảo đảm. Các trái phiếu thường không có cuộc gọi khoảng thời gian 3-5 năm và sau đó lệ phí trả trước cao sau đó. Tổ chức phát hành, tuy nhiên, trong nhiều trường hợp sẽ có một "móng vuốt trở lại tùy chọn" cho phép họ trả một số tỷ lệ phần trăm trong thời gian không có cuộc gọi (thường là 35%) với tiền vốn chủ sở hữu.
Một nguồn tài chính của LBO là của người bán ghi chú, được cung cấp trong một số trường hợp thực thể như là một cách để tạo điều kiện thuận lợi cho việc giao dịch.

## Lịch sử

### Nguyên thủy
Đầu tiên mua lại thừa hưởng có thể đã được mua bởi McLean Industries, Inc. Pan-Đại Tây Dương Steamship Công ty Tháng 1 năm 1955 và Waterman Steamship Tổng công ty]] Tháng 5 năm 1955  Theo các điều khoản của giao dịch đó, McLean vay 42.000.000 $ và tăng 1 $ thêm 7 triệu thông qua một vấn đề cổ phiếu ưu đãi. Khi thỏa thuận đóng cửa, 20 triệu đô-la tiền mặt và tài sản của Waterman đã được sử dụng để nghỉ hưu 20 triệu đô-la của các khoản nợ vay.
Tương tự như cách tiếp cận sử dụng trong giao dịch McLean, việc sử dụng của giao dịch công khai công ty nắm giữ phương tiện đầu tư để có được danh mục đầu tư của khoản đầu tư vào tài sản của công ty là một xu hướng tương đối mới trong những năm 1960, phổ biến như Warren Buffett (Berkshire Hathaway) và Victor Posner (DWG Tổng công ty), và sau đó thông qua Nelson Peltz (Triarc), Saul Steinberg (Bảo hiểm Reliance) và Gerry Schwartz (Onex Tổng công ty). Những phương tiện đầu tư sẽ sử dụng một số các chiến thuật tương tự và nhắm mục tiêu cùng loại của các công ty như vụ mua lại thừa hưởng truyền thống hơn và bằng nhiều cách có thể được coi là một tiền thân của công ty cổ phần sau tin. Trong thực tế nó là Posner thường được tin là sử dụng danh xưng "mua lại thừa hưởng" hoặc "LBO" 
Cơn bùng nổ chuyển của những năm 1980 đã được hình thành bởi một số công ty tài chính, đáng chú ý nhất là Jerome Kohlberg, Jr. Và sau này của ông bảo trợ Henry Kravis. Làm việc cho Bear Stearns lúc, Kohlberg, Kravis, cùng với người anh em họ Kravis George Roberts, bắt đầu một loạt những gì họ mô tả là "bootstrap" đầu tư. Nhiều người trong số các công ty mục tiêu thiếu một lối ra khả thi hoặc hấp dẫn đối với người sáng lập của họ, như họ đã quá nhỏ để được thực hiện công bố công khai và những người sáng lập đã không muốn bán ra để đối thủ cạnh tranh. Vì vậy, bán cho một nhà tài trợ tài chính | tài chính người mua]] có thể chứng minh hấp dẫn. Mua lại của họ  Orkin diệt Công ty vào năm 1964 là một trong các giao dịch mua lại đáng kể đầu tiên thừa hưởng  Bản mẫu:Xác minh độ tin cậy. Trong những năm sau ba Bear Stearns ngân hàng sẽ hoàn thành một loạt các vụ mua lại bao gồm cả kim loại Stern (1965), INCOM (một bộ phận của Rockwood quốc tế, 1971), thợ sửa giày ngành công nghiệp (1971), và Boren Clay (1973) cũng như Thompson Wire, Eagle Motors và lăng mộ thông qua đầu tư của họ trong các kim loại Stern  Đến năm 1976, căng thẳng đã được xây dựng giữa Bear Stearns và Kohlberg, Kravis, Roberts dẫn khởi hành của họ và sự hình thành của Kohlberg Kravis Roberts trong năm đó.

### Những năm 1980
Trong tháng 1 năm 1982, cựu Bộ trưởng Tài chính Hoa Kỳ William Simon và một nhóm các nhà đầu tư mua lại Gibson Chúc mừng, 1 nhà sản xuất thiệp chúc mừng, với $ 80 triệu, trong đó chỉ có $ 1 triệu đã được đồn đại để có được đóng góp bởi các nhà đầu tư. Giữa-1983, chỉ 16 tháng sau khi thỏa thuận ban đầu, Gibson đã hoàn thành IPO $ 290 triệu và Simon được khoảng $ 66 triệu  Sự thành công của đầu tư Greetings Gibson đã thu hút sự chú ý của các phương tiện truyền thông rộng lớn hơn sự bùng nổ mới phát sinh trong vụ mua lại thừa hưởng  Trong khoảng thời gian từ năm 1979 và 1989, người ta ước tính rằng có hơn 2.000 vụ mua lại thừa hưởng có giá trị vượt quá $ 250.000.000.000 
Trong những năm 1980, cử tri trong các công ty mua lại và các phương tiện truyền thông gán cho "cuộc đột kích của công ty]] nhãn đầu tư cổ phần tư nhân, đặc biệt là những người mà đặc trưng tiếp quản thù địch của công ty, nhận thứctài sản tước]], lớn sa thải hoặc các hoạt động tái cơ cấu doanh nghiệp quan trọng khác. Trong số các nhà đầu tư đáng chú ý nhất được dán nhãn các raiders công ty trong những năm 1980 Carl Icahn, Victor Posner, Nelson Peltz, Robert M. Bass, T. Boone Pickens, Harold Clark Simmons, Kirk Kerkorian, Sir James Goldsmith, Saul Steinberg và Asher Edelman. Carl Icahn phát triển một danh tiếng như là một raider tàn nhẫn của công ty sau khi tiếp quản thù địch của TWA vào năm 1985  Nhiều của raiders doanh nghiệp là khách hàng từng bỏ của Michael Milken, có đầu tư ngân hàng công ty, Drexel Burnham Lambert đã giúp nâng cao hồ mù vốn mà các raiders doanh nghiệp có thể làm cho một nỗ lực hợp pháp đi qua một công ty và cung cấp [[cao năng suất nợ tài chính của các vụ mua lại .
Một trong những vụ mua lại lớn cuối cùng của năm 1980 đã chứng tỏ là nó đầy tham vọng và đánh dấu cả một nhãn hiệu nước cao và một dấu hiệu của sự khởi đầu của sự kết thúc của sự bùng nổ đã bắt đầu gần một thập kỷ trước đó. Năm 1989, KKR đóng cửa trong ngày tiếp quản 31,1 tỷ USD $ RJR Nabisco. Đó là, tại thời điểm đó và trong hơn 17 năm, mua lại đòn bẩy lớn nhất trong lịch sử. Sự kiện này được ghi chép trong cuốn sách (và sau này là bộ phim), Barbarians Gate: Sự sụp đổ của RJR Nabisco. KKR cuối cùng sẽ thắng thế trong mua RJR Nabisco $ 109 cho mỗi cổ phiếu đánh dấu một sự gia tăng đáng kể từ công bố ban đầu rằng Shearson Lehman Hutton sẽ RJR Nabisco tin $ 75 mỗi cổ phiếu. Một loạt các cuộc đàm phán và ngựa kinh doanh khốc liệt xảy ra sau đó đọ sức KKR chống lại Shearson Lehman Hutton và sau đóForstmann Tiểu & Co.]] Nhiều người trong số các cầu thủ ngân hàng lớn trong ngày, bao gồm Morgan Stanley Goldman Sachs, Salomon Brothers, [[Merrill Lynch đã tích cực tham gia tư vấn và tài trợ các bên. Sau khi [[Shearson Lehman thầu ban đầu, KKR nhanh chóng giới thiệu chào mua công khai để có được RJR Nabisco với $ 90 trên mỗi cổ phiếu, một mức giá mà kích hoạt nó để tiến hành mà không có sự chấp thuận của quản lý RJR Nabisco. RJR của đội ngũ quản lý, làm việc với Shearson Lehman và [[Salomon Brothers, cung cấp giá thầu là $ 112, một con số mà họ cảm thấy chắc chắn sẽ giúp họ có thể dùng mưu lừa bất kỳ phản ứng bởi đội Kravis. Giá thầu cuối cùng KKR $ 109, trong khi con số đô la thấp hơn, sau cùng đã được chấp nhận bởi Hội đồng giám đốc của RJR Nabisco  31,1 tỷ đô-la giá trị giao dịch, RJR Nabisco là xa mua lại thừa hưởng lớn nhất trong lịch sử. Trong năm 2006 và 2007, một số giao dịch mua lại thừa hưởng đã được hoàn thành lần đầu tiên vượt qua RJR Nabisco mua lại thừa hưởng về giá mua danh nghĩa. Tuy nhiên, điều chỉnh cho lạm phát, không ai trong số các vụ mua lại thừa hưởng của giai đoạn 2006-2007 sẽ vượt qua RJR Nabisco.
Đến cuối những năm 1980, các thái quá của thị trường mua lại đã được bắt đầu cho thấy, với [[phá sản của một số vụ mua lại lớn bao gồm cả mua lại năm 1988 Robert Campeau Federated Department Stores, năm 1986 mua lại của Revco các cửa hàng thuốc, Walter Công nghiệp, tháng hai Vận tải đường bộ và Eaton Leonard. Ngoài ra, RJR Nabisco thỏa thuận được hiển thị dấu hiệu căng thẳng, dẫn đến tái cơ cấu vốn trong năm 1990 liên quan đến sự đóng góp của $ 1,7 tỷ USD vốn chủ sở hữu mới từ KKR 
Drexel Burnham Lambert là ngân hàng đầu tư chịu trách nhiệm về sự bùng nổ trong đầu tư tư nhân trong những năm 1980 do lãnh đạo của mình trong việc ban hành cao năng suất nợ.
Drexel đã đạt được một thỏa thuận với chính phủ trong đó nó đã nhận nolo contendere (không có cuộc thi) 6 trọng tội ba tội đỗ xe cổ phiếu và ba tội danh cổ phiếu thao tác  Nó cũng đồng ý trả tiền phạt $ 650 triệu USD vào thời điểm đó, tiền phạt lớn nhất từ trước đến nay thu theo quy định của pháp luật chứng khoán. Milken rời khỏi công ty sau khi bản cáo trạng của mình trong tháng Ba năm 1989  Ngày 13 tháng 2 năm 1990 sau khi được tư vấn bởi trưởng Tài chính Hoa Kỳ Nicholas F. Brady, Mỹ Chứng khoán và Exchange Commission (SEC),New York Stock Exchange]], và dự trữ liên bang, Drexel Burnham Lambert chính thức đệ đơn xin Chương 11 .

### Thời đại của các mua lại khổng lồ
Sự kết hợp của giảm lãi suất, nới lỏng tiêu chuẩn cho vay và thay đổi quy định cho các công ty giao dịch công khai (đặc biệt là Đạo luật Sarbanes-Oxley) sẽ thiết lập các giai đoạn cho vốn chủ sở hữu lớn nhất bùng nổ tư nhân đã nhìn thấy  đánh dấu bằng cách mua lại của Dex Media trong năm 2002, lớn nhiều tỷ đô la Mỹ vụ mua lại một lần nữa có thể có được đáng kể năng suất cao vay nợ và giao dịch lớn hơn có thể được hoàn thành. Đến năm 2004 và 2005, vụ mua lại lớn đã được một lần nữa trở nên phổ biến, bao gồm cả việc mua lại của Toys "R" Us, The Hertz Corporation, Metro-Goldwyn-Mayer  SunGard  vào năm 2005.
Năm 2005 đã kết thúc và năm 2006 bắt đầu, mới "lớn nhất mua lại" hồ sơ đã được thiết lập và vượt qua nhiều lần với chín trong mười vụ mua lại vào cuối năm 2007 đã được công bố trong một cửa sổ 18 tháng từ đầu năm 2006 thông qua vào giữa năm 2007. Trong năm 2006, các công ty cổ phần tư nhân đã mua 654 công ty Mỹ với 375 tỷ USD, đại diện cho 18 lần mức giao dịch đóng cửa trong năm 2003  Ngoài ra, Hoa Kỳ dựa trên các công ty cổ phần tư nhân tăng $ 215,4 tỷ trong cam kết đầu tư 322 quỹ, vượt qua các kỷ lục trước đó vào năm 2000 bởi 22% và cao hơn so với các tổng số gây quỹ năm 2005 33%  năm sau, mặc dù sự khởi đầu của tình trạng hỗn loạn trong thị trường tín dụng vào mùa hè, thấy có một năm kỷ lục gây quỹ với 302 tỷ USD cam kết đầu tư 415 quỹ  Trong số các vụ mua lại lớn hoàn thành trong Jones Private Equity Analyst tham chiếu trong [http://www.reuters.com/article/idUSBNG14655120080108 quỹ cổ phần tư nhân tăng lên trong năm 2007: báo cáo, Reuters, 08 Tháng 1 2008 bùng nổ từ năm 2006 đến 2007 là: Equity Office Properties, HCA,. Alliance Boots  và TXU.
Trong tháng 7 năm 2007, cuộc khủng hoảng đã ảnh hưởng đến cuộc khủng hoảng thị trường thế chấp tràn qua các đòn bẩy tài chính và nợ năng suất cao thị trường  Các thị trường đã rất mạnh mẽ trong thời gian sáu tháng đầu năm 2007, với các phát triển nhà phát hành thân thiện cao, bao gồm PIK và Chuyển PIK (lãi suất "P "ayable" I n K ind ") và nợ nhẹ giao ước được phổ biến rộng rãi để tài trợ cho vụ mua lại thừa hưởng lớn. Tháng Bảy và tháng Tám thấy một chậm lại đáng chú ý trong mức độ phát hành năng suất cao và thị trường cho vay sử dụng đòn bẩy với các tổ chức phát hành chỉ vài truy cập vào thị trường. Điều kiện thị trường không chắc chắn dẫn đến một mở rộng đáng kể năng suất lây lan, cùng với sự suy giảm vào mùa hè điển hình dẫn đến nhiều công ty và ngân hàng đầu tư để đưa kế hoạch phát hành nợ giữ lại cho đến khi mùa thu. Tuy nhiên, sự phục hồi dự kiến trên thị trường sau khi Lao động ngày 2007 không hiện thực và thiếu sự tự tin thị trường ngăn cản các chương trình khuyến mại từ giá cả. Vào cuối tháng Chín, mức độ đầy đủ về tình hình tín dụng đã trở thành hiển nhiên như người cho vay lớn bao gồm Citigroup và UBS AG công bố writedowns lớn do rủi ro tín dụng. Các thị trường tài chính thừa hưởng đến một bế tắc gần. Như năm 2007 đã kết thúc và năm 2008 bắt đầu, nó là rõ ràng rằng các tiêu chuẩn cho vay đã thắt chặt và thời đại của "các vụ mua lại khổng lồ" đã kết thúc. Tuy nhiên, vốn chủ sở hữu tư nhân tiếp tục là một loại tài sản lớn và hoạt động và công ty cổ phần tư nhân, với hàng trăm tỷ đô la vốn cam kết từ các nhà đầu tư đang tìm kiếm để triển khai vốn trong các giao dịch mới và khác nhau.

## Cơ sở lý luận
Các mục đích vay nợ cho các vụ mua lại thừa hưởng gồm hai phần:
1. Sử dụng gia tăng nợ (thúc đẩy) trả lại tài chính cổ phần tư nhân nhà tài trợ. Theo định lý Modigliani-Miller,[32] sự trở lại của một tài sản cho chủ sở hữu của nó, tất cả các khác là như nhau và trong những giả định nghiêm ngặt hạn chế, không bị ảnh hưởng bởi cấu trúc tài chính của nó. Khi các khoản nợ trong LBO có một tương đối cố định, mặc dù chi phí, vốn, bất kỳ lợi nhuận vượt quá chi phí của dòng vốn này thông qua vốn chủ sở hữu.[33]
2. [[Lá chắn thuế của các khoản nợ mua lại, theo định lý Modigliani-Miller với các loại thuế, tăng giá trị của công ty. Điều này cho phép các nhà tài trợ vốn chủ sở hữu tư nhân phải trả một giá cao hơn so với nếu không sẽ có thể. Bởi vì thu nhập chảy của vốn cổ phần được đánh thuế, trong khi thanh toán lãi suất nợ, giá trị vốn tiền mặt chảy vào nợ lớn hơn so với cùng một dòng tiền mặt chảy của vốn cổ phần.

Đức hiện đang giới thiệu các luật thuế mới, thuế một phần của dòng tiền trước khi trừ lãi nợ. Các động lực cho sự thay đổi là để ngăn cản vụ mua lại thừa hưởng bằng cách làm giảm hiệu quả của lá chắn thuế .
Lịch sử, nhiều LBO trong những năm 1980 và 1990 tập trung vào việc giảm chi tiêu lãng phí bởi các nhà quản lý doanh nghiệp có lợi ích không được liên kết với các cổ đông  Sau khi tái cơ cấu doanh nghiệp lớn, có thể liên quan đến việc bán các phần của giảm công ty và nhân viên trầm trọng, các thực thể có khả năng sẽ được sản xuất một dòng thu nhập cao hơn . Bởi vì hình thức quản lý này chênh lệch và dễ dàng chuyển dịch cơ cấu phần lớn đã được hoàn thành, các LBO ngày hôm nay tập trung nhiều hơn về tăng trưởng và kỹ thuật tài chính phức tạp để đạt được lợi nhuận của họ. Hầu hết các công ty mua lại thừa hưởng nhìn để đạt được một tỷ lệ lợi nhuận nội bộ của]] vượt quá 20%.

## Mua lại quản lý
Một trường hợp đặc biệt của việc mua lại thừa hưởng là một mua lại quản lý (MBO), xảy ra khi các nhà quản lý của một công ty mua hoặc mua lại một phần lớn của công ty. Mục tiêu của MBO có thể là tăng cường sự quan tâm của các nhà quản lý trong sự thành công của công ty. Trong hầu hết trường hợp khi công ty được liệt kê ban đầu, quản lý sau đó sẽ làm cho tư nhân. Các MBO đã đảm nhận một vai trò quan trọng trong tái cấu trúc công ty bên cạnh sáp nhập và mua lại. Cân nhắc quan trọng trong MBO là sự công bằng cho cổ đông, giá cả, kế hoạch kinh doanh tương lai vấn đề pháp lý và thuế. Một lời chỉ trích gần đây của các MBO là chúng tạo ra một xung đột lợi ích, khuyến khích được tạo ra cho các nhà quản lý giám đốc dở (hoặc không quản lý một cách hiệu quả) một công ty, do đó giảm sức ép giá cổ phiếu của nó, và thu lợi nhuận hào phóng bằng cách thực hiện quản lý hiệu quả sau khi MBO thành công, như nhân vật của Paul Newman đã cố gắng trong bộ phim của anh em nhà Coen "Proxy Hudsucker.
Khuyến khích nhân tạo làm giảm giá cổ phiếu mở rộng vượt ra ngoài vụ mua lại quản lý.
Nó có thể là khá dễ dàng cho một giám đốc điều hành hàng đầu giảm giá của cổ phiếu công ty / - do thông tin bất đối xứng. Điều hành có thể tăng tốc độ kế toán chi phí dự kiến, chậm trễ kế toán của doanh thu dự kiến, tham gia vào các giao dịch ra khỏi bảng cân đối kế toán để làm cho lợi nhuận của công ty xuất hiện tạm thời nghèo, hoặc chỉ đơn giản là thúc đẩy và báo cáo nghiêm trọng "" bảo thủ "(ví dụ như bi quan) ước tính thu nhập trong tương lai. Dường như bất lợi như vậy thu nhập tin tức sẽ có khả năng để (ít nhất là tạm thời) làm giảm giá cổ phiếu. (Đây lại là do không cân xứng thông tin vì nó là phổ biến hơn cho giám đốc điều hành hàng đầu để làm tất cả mọi thứ họ có thể cửa sổ trang phục của công ty của họ thu nhập dự báo).
Giá cổ phiếu giảm làm cho một công ty một dễ dàng hơn tiếp quản mục tiêu. Khi công ty được mua lại (hoặc đưa tin) - ở một mức giá thấp hơn đáng kể - tiếp quản tăng nghệ sĩ được hưởng lợi từ hành động của cựu giám đốc điều hành hàng đầu của bí mật giảm giá cổ phiếu. Điều này có thể đại diện cho hàng chục tỷ đô la (questionably) chuyển giao từ các cổ đông trước đây các nghệ sĩ tiếp quản. Các cựu giám đốc sau đó được tưởng thưởng bằng một golden dù để chủ trì firesale mà đôi khi có thể là hàng trăm triệu đô la cho một hoặc hai năm làm việc.
(Điều này vẫn là một mặc cả tuyệt vời cho các nghệ sĩ tiếp quản, những người sẽ có xu hướng hưởng lợi từ phát triển một danh tiếng là rất hào phóng chia tay giám đốc điều hành hàng đầu).
Vấn đề tương tự xảy ra khi một tài sản hoặc tổ chức tổ chức phi lợi nhuận công khai trải qua tư nhân hóa. Giám đốc điều hành thường gặt hái những lợi ích to lớn tiền tệ khi một thực thể chính phủ nước hoặc phi lợi nhuận được bán đến tay tư nhân. Cũng như trong ví dụ trên, họ có thể tạo điều kiện thuận lợi cho quá trình này bằng cách làm cho các thực thể xuất hiện được trong cuộc khủng hoảng tài chính - điều này làm giảm giá bán (lợi nhuận của người mua), và làm cho chức phi lợi nhuận và chính phủ nhiều khả năng để bán. Trớ trêu thay, nó cũng có thể đóng góp một nhận thức công ty tư nhân hiệu quả hơn chạy tăng cường ý chí chính trị để bán tài sản công.
Một lần nữa, do bất đối xứng thông tin, các nhà hoạch định chính sách và công chúng nói chung nhìn thấy một công ty của chính phủ nước đó là một tài chính 'thảm họa' - một cách kỳ diệu xung quanh bởi khu vực tư nhân (và thường bán lại) trong vòng một vài năm.
Tuy nhiên, động cơ nhân tạo làm giảm giá cổ phiếu của một công ty cao hơn cho các vụ mua lại quản lý, so với các hình thức tiếp quản hoặc các LBO.

## Thất bại
Một số LBOs trong những năm 1980 và 1990 công ty phá sản, chẳng hạn như Robert Campeau 's 1988 mua lại của Federated Department Stores và mua lại năm 1986 Revco các cửa hàng thuốc. Sự thất bại của việc mua lại Liên bang là một kết quả của việc vay nợ quá mức, bao gồm khoảng 97% tổng số việc xem xét, dẫn đến thanh toán lãi suất lớn vượt quá lưu lượng tiền mặt điều hành của công ty. Trong phản ứng với các mối đe dọa của LBOs, một số công ty đã thông qua một số kỹ thuật, chẳng hạn như thuốc độc, để bảo vệ chúng chống lại tiếp quản thù địch bằng cách có hiệu quả tự hủy diệt các công ty nếu nó được thực hiện trên.
Không có khả năng trả nợ trong LBO có thể được gây ra bởi overpricing ban đầu của công ty mục tiêu và/hoặc tài sản của nó. Bởi vì quỹ LBO thường cố gắng để tăng giá trị của một công ty mua lại bằng cách thanh lý tài sản nhất định hoặc bán hàng kém hiệu quả [[chiến lược kinh doanh đơn vị| đơn vị kinh doanh, công ty mua-out có thể phải đối mặt với mất khả năng thanh toán doanh thu điều hành như là cạn kiệt không đủ để trả nợ. Quá lạc quan dự báo doanh thu của công ty mục tiêu cũng có thể dẫn đến tài chính suy sau khi mua lại. Một số tòa án đã tìm thấy rằng nợ LBO cấu thành gian lận chuyển. Theo quy định của pháp luật phá sản của Hoa Kỳ nếu nó được xác định là nguyên nhân của sự thất bại của công ty mua lại 

Kết quả của vụ kiện tụng tấn công bị mua lại thừa hưởng như là một chuyển nhượng gian lận nói chung sẽ bật điều kiện tài chính của các mục tiêu tại thời điểm giao dịch đó là, cho dù nguy cơ thất bại là đáng kể và được biết đến tại thời điểm của LBO, hay sự kiện không lường trước được sau đó đã dẫn đến thất bại. phân tích lịch sử phụ thuộc vào nhân chứng chuyên môn "đấu tay đôi" và nổi tiếng là chủ quan, tốn kém, và không thể đoán trước  Tuy nhiên, tòa án đang ngày càng chuyển hướng về mục tiêu, biện pháp dựa vào thị trường 
Ngoài ra, Mã số phá sản bao gồm một cái gọi là "bến cảng an toàn", cung cấp ngăn chặn được ủy thác phá sản từ các khoản thanh toán giải quyết phục hồi cho các cổ đông mua cổ ra. Trong năm 2009, Toà án phúc thẩm Mỹ cho vòng thứ sáu tổ chức thanh toán giải quyết đó không thể tránh được, không phân biệt cho dù chúng đã xảy ra trong LBO của một công ty công cộng hay tư nhân. trong phạm vi mà các cổ đông công chúng được bảo vệ, trong nội bộ và người cho vay có bảo đảm trở thành mục tiêu chính của hành động chuyển giao lừa đảo.

## Vụ mua lại thứ
A mua lại thứ hai là một hình thức mua lại thừa hưởng mà cả người mua và người bán là các công ty cổ phần tư nhân hoặc tài chính tài trợ]][34]
Kết quả của vụ kiện tụng tấn công bị mua lại thừa hưởng như là một chuyển nhượng gian lận nói chung sẽ bật điều kiện tài chính của các mục tiêu tại thời điểm giao dịch đó là, cho dù nguy cơ thất bại là đáng kể và được biết đến tại thời điểm của LBO, hay sự kiện không lường trước được sau đó đã dẫn đến thất bại. phân tích lịch sử phụ thuộc vào nhân chứng chuyên môn "đấu tay đôi" và nổi tiếng là chủ quan, tốn kém, và không thể đoán trước  Tuy nhiên, tòa án đang ngày càng chuyển hướng về mục tiêu, biện pháp dựa vào thị trường 
Ngoài ra, Mã số phá sản bao gồm một cái gọi là "bến cảng an toàn", cung cấp ngăn chặn được ủy thác phá sản từ các khoản thanh toán giải quyết phục hồi cho các cổ đông mua cổ ra. ra. Trong năm 2009, Toà án phúc thẩm Mỹ cho vòng thứ sáu tổ chức thanh toán giải quyết đó không thể tránh được, không phân biệt cho dù chúng đã xảy ra trong LBO của một công ty công cộng hay tư nhân.hân. trong phạm vi mà các cổ đông công chúng được bảo vệ, trong nội bộ và người cho vay có bảo đảm trở thành mục tiêu chính của hành động chuyển giao lừa đảo.
A mua lại thứ hai là một hình thức mua lại thừa hưởng mà cả người mua và người bán là các công ty cổ phần tư nhân hoặc tài chính tài trợ s (tức là mua lại lực đòn bẩy của một công ty được mua lại thông qua mua lại thừa hưởng). A mua lại thứ hai thường sẽ cung cấp một break sạch cho các công ty cổ phần tư nhân bán chạy và là đối tác của các nhà đầu tư hạn chế của nó. Trong lịch sử, cho rằng vụ mua lại thứ cấp đã được nhận thức như bán hàng đau khổ bởi cả người bán và người mua, nhà đầu tư đối tác hạn chế được coi là kém hấp dẫn và tránh được phần lớn chúng.
Sự gia tăng trong hoạt động mua lại thứ cấp vào những năm 2000 đã được thúc đẩy một phần lớn bởi sự gia tăng vốn cho các vụ mua lại thừa hưởng. Thông thường, bán các công ty cổ phần tư nhân theo đuổi mua lại thứ cấp cho một số lý do:
- Bán hàng cho người mua chiến lược và IPO có thể không có thể cho thích hợp hoặc các doanh nghiệp cỡ nhỏ nhất.
- Các vụ mua lại thứ cấp có thể tạo ra tính thanh khoản nhanh hơn so với các đường dùng khác (tức là, đợt IPO).
- Một số loại của các doanh nghiệp, ví dụ như, những người có tốc độ tăng trưởng tương đối chậm nhưng mà tạo ra tiền mặt cao, dòng chảy có thể là hấp dẫn nhất cho các công ty cổ phần tư nhân hơn là cho các nhà đầu tư chứng khoán công cộng hoặc các công ty khác.

Thông thường, vụ mua lại thứ cấp đã được thành công nếu đầu tư đã đạt đến một độ tuổi mà nó là cần thiết hoặc mong muốn để bán chứ không phải là tổ chức đầu tư hơn nữa hoặc đầu tư đã tạo ra giá trị đáng kể cho các công ty bán 
Vụ mua lại thứ cấp khác secondaries [[tin thị trường chứng khoán thứ cấp| mua thị trường thứ cấp thường liên quan đến việc mua lại danh mục đầu tư tài sản vốn chủ sở hữu tư nhân bao gồm cả các cổ phần quan hệ đối tác hạn chế và đầu tư trực tiếp vào chứng khoán của công ty.

## Phân tích LBO
Một phân tích LBO được thiết kế để ước tính giá trị hiện tại của một công ty cho một người mua tài chính, dựa trên hiệu suất tài chính dự báo của công ty. Phân tích LBO thường xây dựng dựa trên một dự báo trung hạn (viễn cảnh đầu tư điển hình cho nhà tài trợ tài chính là 3-7 năm) đối với kết quả hoạt động trong tương lai của dự án.
Phân tích như vậy hoạt động tương tự, trong nhiều khía cạnh, một dòng tiền chiết khấu. Phân tích này dự báo nợ thanh toán của công ty trong suốt thời kỳ dự kiến và cho ra các giả định đa lợi nhuận mà doanh nghiệp sẽ được bán sau một khoảng thời gian. Bằng cách nhắm mục tiêu lợi nhuận phù hợp với các mục tiêu lịch sử cho các công ty cổ phần tư nhân, phân tích LBO sẽ cung cấp một ước tính của những gì giá mua một người mua sẽ sẵn sàng trả tiền để đạt được những lợi nhuận.

## Phổ biến tài liệu tham khảo
Các LBO hình thành cơ sở của một số công trình văn hóa. Ngoài việc nói trên Barbarians at the Gate: The Fall of RJR Nabisco và bộ phim chuyển thể, dựa trên các sự kiện thực tế, một LBO hư cấu làm cơ sở của bộ phim Nhật Bản 1963 Cao và thấp.